# Code Red Organisation
Code Red Organisation ist eine deutsche Groove-Metal-Band aus Freiburg im Breisgau.

## Geschichte
Die Band wurde 2014 vom Gitarristen und Sänger Frank Ungewickel von Toxin gegründet. Mit dem zweiten Gitarristen Heiko Kratz sowie der Rhythmusgruppe aus Bassist Klaus Kirschbaum und Schlagzeuger Tilman Collmer wird die Gruppe als Fortführung der bereits in den 1990er Jahren als Code Red existenten Thrash-Metal-Band Ungewickels betrachtet.
Code Red Organisation wurde nach ihrer Neugründung als Vorband für internationale Interpreten wie Pro-Pain, V8 Wankers, Slapshot oder Madball gebucht. Im Jahr 2015 fanden verschiedene Konzerte in Deutschland, Frankreich, Österreich, der Schweiz und Kroatien sowie eine Tour als Vorgruppe für The Exploited statt. Im Herbst 2016 tourte die Gruppe durch Deutschland, Polen und Tschechien. Im selben Jahr erschien bei dem Label Showtime (SPV) das Debütalbum Deceiver. Das Album wurde eher mittelmäßig von der Kritik beurteilt. Das Magazin Rock Hard vergab 6 von möglichen 10 Punkten und resümierte Deceiver sei als „Soundtrack zum Holzhacken oder Sandsackverprügeln prima, bei voller Aufmerksamkeit eher öde.“

## Stil
Die Band spielt einfachen Groove Metal und wird mit Face Down und 2 Ton Predator verglichen. Hendrik Lukas beschreibt die Musik im Magazin Rock Hard als „feist groovenden, leicht hardcorigen, asi-grölenden Aggro-Thrash.“

## Diskografie
- 2016: Deceiver (Album, Showtime SPV)